# علي أنور (أكاديمي)
علي أنور (بالبنغالية: আলি আনোয়ার)‏ هو أكاديمي بنغلاديشي، ولد في عقد 1930، وتوفي في 3 مارس 2014.